# Licuala pulchella
Licuala pulchella är en enhjärtbladig växtart som beskrevs av Karl Ewald Maximilian Burret. Licuala pulchella ingår i släktet Licuala och familjen Arecaceae. Inga underarter finns listade i Catalogue of Life.